# 크레이그 로빈슨 (배우)
크레이그 로빈슨(Craig Robinson, 1971년 10월 25일 ~ )은 미국의 배우 및 희극인이다.

## 출연 작품
- 디 워
- 내 이름은 돌러마이트 - 벤 테일러 역
- 닥터 두리틀 - 케빈 역 (목소리)
- 락다운 213주 - 레스터 역
- 배드 가이즈 - 샤크 역 (목소리)